# Albi d'Oro - prima serie
La prima serie (chiamata anche anteguerra) degli Albi d'Oro venne pubblicata con cadenza mensile per 41 numeri, dal gennaio 1937 all'agosto 1940 da Arnoldo Mondadori Editore, quando le vicende belliche la portarono alla chiusura.
Con l'eccezione di pochi fascicoli dedicati a storie inedite di produzione americana, italiana o britannica, gli Albi d'Oro riproponevano in unico albo storie a fumetti tratte dalla serie a strisce giornaliere di Topolino già apparse a puntate sul settimanale Topolino (giornale). La produzione pubblicata è quella realizzata negli Stati Uniti prima che la Casa Editrice Nerbini incominciasse a pubblicare il materiale Disney in Italia.
I primissimi numeri utilizzavano gli impianti francesi dei cartonati editi dalla Hachette, dove nelle vignette le nuvolette vennero sostituite da didascalie. Successivamente le strisce vennero pubblicate solo rimontandole ma conservando le nuvolette e i retini originali.
La serie è stata ristampata dalla Comic Art.

## Albi

### 1937
| N. | Data         | Titolo                             |
| -- | ------------ | ---------------------------------- |
| 1  | 15 gennaio   | Topolino eroe dell'aria            |
| 2  | 15 febbraio  | Topolino e i due ladri             |
| 3  | 15 marzo     | Topolino e i pirati                |
| 4  | 15 aprile    | Topolino vince Spaccafuoco         |
| 5  | 15 maggio    | Topolino nell'isola misteriosa     |
| 6  | 15 giugno    | Topolino nella valle infernale     |
| 7  | 15 luglio    | Topolino e gli zingari             |
| 8  | 15 agosto    | Topolino e il terrore del Far West |
| 9  | 15 settembre | Topolino e l'elefante              |
| 10 | 15 ottobre   | Topolino e le gesta di Folgore     |
| 11 | 15 novembre  | Topolino nel paese dei Califfi     |
| 12 | 15 dicembre  | Topolino giornalista               |

### 1938
| N. | Data         | Titolo                             |
| -- | ------------ | ---------------------------------- |
| 13 | 15 gennaio   | Pluto corridore                    |
| 14 | 15 febbraio  | Topolino cercatore d'oro           |
| 15 | 15 marzo     | Topolino e il tesoro di Clarabella |
| 16 | 15 aprile    | Topolino e lo struzzo Oscar        |
| 17 | 15 maggio    | Topolino e il gorilla Spettro      |
| 18 | 15 giugno    | Topolino e il ratto dei tre        |
| 19 | 15 luglio    | Pippo e Tobia fra i cannibali      |
| 20 | 15 agosto    | I tre porcellini e il lupo beffato |
| 21 | 15 settembre | Paperino inviato speciale          |
| 22 | 15 ottobre   | Paperino e la pietra filosofale    |
| 23 | 15 novembre  | Topolino ammazzasette              |
| 24 | 15 dicembre  | Topolino sosia di Re Sorcio        |

### 1939
| N. | Data         | Titolo                                      |
| -- | ------------ | ------------------------------------------- |
| 25 | 15 aprile    | Clarabella fra gli artigli del Diavolo Nero |
| 26 | 15 maggio    | Topolino re per forza                       |
| 27 | 15 giugno    | Topolino e il mostro bianco                 |
| 28 | 15 luglio    | Topolino cacciatore di balene               |
| 29 | 15 agosto    | Topolino e la banda dei piombatori          |
| 30 | 15 settembre | Topolino e il mistero di casa Pancia        |
| 31 | 15 ottobre   | Topolino vince sempre                       |
| 32 | 15 novembre  | Topolino e Robinson Crusoè (1ª parte)       |
| 33 | 15 dicembre  | Paperino fra i pellirosse                   |

### 1940
| N. | Data        | Titolo                                           |
| -- | ----------- | ------------------------------------------------ |
| 34 | 15 gennaio  | Topolino e Robinson Crusoè (2ª parte)            |
| 35 | 15 febbraio | Topolino e il mistero di Macchia Nera (1ª parte) |
| 36 | 15 marzo    | Topolino e il mistero di Macchia Nera (2ª parte) |
| 37 | 15 aprile   | Paperino chiromante (1ª parte)                   |
| 38 | 15 maggio   | Topolino e la lampada di Aladino (1ª parte)      |
| 39 | 15 giugno   | Paperino chiromante (2ª parte)                   |
| 40 | 15 luglio   | Topolino e la lampada di Aladino (2ª parte)      |
| 41 | 15 agosto   | Topolino e la lampada di Aladino (3ª parte)      |

### 1939 - Supplementi Albi di Braccio di Ferro
Nel 1939 furono pubblicati 13 albi come supplemento con protagonista Braccio di Ferro.
| N. | Data         | Titolo                                      |
| -- | ------------ | ------------------------------------------- |
| 1  | 10 marzo     | Braccio di Ferro e lo strano potere del Gip |
| 2  | 25 marzo     | Braccio di Ferro picchia sodo!              |
| 3  | 10 aprile    | Braccio di Ferro e il piccolo Pisello       |
| 4  | 25 aprile    | Braccio di Ferro e il «Toro Rosso»          |
| 5  | 10 maggio    | Braccio di Ferro contro il marziano         |
| 6  | 25 maggio    | Braccio di Ferro e la dolce Olivia          |
| 7  | 25 giugno    | Braccio di Ferro e l’incorreggibile Poldo   |
| 8  | 25 luglio    | Braccio di Ferro sulla nave dei fantasmi    |
| 9  | 25 agosto    | Braccio di Ferro e il polipo                |
| 10 | 25 settembre | Braccio di Ferro e il gorilla               |
| 11 | 25 ottobre   | Braccio di Ferro e gli spinaci              |
| 12 | 25 novembre  | Braccio di Ferro e il gigante               |
| 13 | 25 dicembre  | Poldo Sbafini e lo sport                    |